# Lazarine Daniel
Ne doit pas être confondu avec Lazarine de Manosque.
Lazarine Daniel, née Marie Anne Lazarine Russi à Forcalquier le 18 mars 1839 et morte à Marseille le 5 décembre 1895, est une félibresse écrivant en langue d'oc.

## Biographie
Domiciliée à Nîmes avec ses parents, Lazarino (Lazarine) épouse à 17 ans un propriétaire de dix ans son aîné, Joseph Prosper Rouveirol. Veuve, elle épouse en secondes noces Henri Daniel.

## Œuvres
- L'espéro de la Vierge Fleurs félibresques  Les fleurs félibresques: poésies provençales et languedociennes modernes Mises en vers français par Constant Hennion (J. Roumanille, Avignon 1883)
- Cantico en l'ounour de N-D de Prouvènço

Flour naturalo aux Jeux floraux de Forcalquier, 1875
- Vers en l'ounour de Santo Ano

Médaille d'argent ex æquo avec Delphine Roumieux aux Jeux floraux de la ville d'Apt Traduction en français, Chants des félibres, François Delille, 1881